# París-Roubaix 1931
La París-Roubaix 1931 fou la 32a edició de la cursa París-Roubaix. La cursa es disputà el 5 d'abril de 1931 i fou guanyada pel belga Gaston Rebry. Aquesta fou la primera de les seves tres victòries en aquesta cursa.

## Classificació final
|    | Ciclista               | Equip                       | Temps |
| -- | ---------------------- | --------------------------- | ----- |
| 1  | Gaston Rebry           | Alcyon - Dunlop             |       |
| 2  | Charles Pélissier      | Genial Lucifer - Hutchinson |       |
| 3  | Émile Decroix          | Genial Lucifer - Hutchinson |       |
| 4  | Georges Ronsse         | La Française                |       |
| 5  | Émile Joly             | Genial Lucifer - Hutchinson |       |
| 6  | Jef Demuysere          | Genial Lucifer - Hutchinson |       |
| 7  | Alfons Schepers        | La Française                |       |
| 8  | Gustaaf van Slembrouck | Genial Lucifer - Hutchinson |       |
| 9  | Romain Gijssels        | Dilecta - Wolber            |       |
| 10 | Adolf van Bruane       | La Nordiste                 |       |